# Tayloria paravula
Tayloria paravula là một loài rêu trong họ Splachnaceae. Loài này được H. Philib. & J.J. Amann mô tả khoa học đầu tiên năm 1889.
Danh pháp khoa học của loài này chưa được làm sáng tỏ. 